# (500240) 2012 JE27
(500240) 2012 JE27 es un asteroide perteneciente al cinturón de asteroides, descubierto el 28 de marzo de 2012 por el equipo del Mount Lemmon Survey desde el Observatorio del Monte Lemmon, Arizona, Estados Unidos.

## Designación y nombre
Designado provisionalmente como 2012 JE27.

## Características orbitales
2012 JE27 está situado a una distancia media del Sol de 2,696 ua, pudiendo alejarse hasta 3,316 ua y acercarse hasta 2,076 ua. Su excentricidad es 0,229 y la inclinación orbital 8,878 grados. Emplea 1617,41 días en completar una órbita alrededor del Sol.
Los próximos acercamientos a la órbita de Júpiter se producirán el 20 de diciembre de 2036, el 21 de marzo de 2072 y el 7 de julio de 2107, entre otros.

## Características físicas
La magnitud absoluta de 2012 JE27 es 17,7.